# آشپزی سیشلی

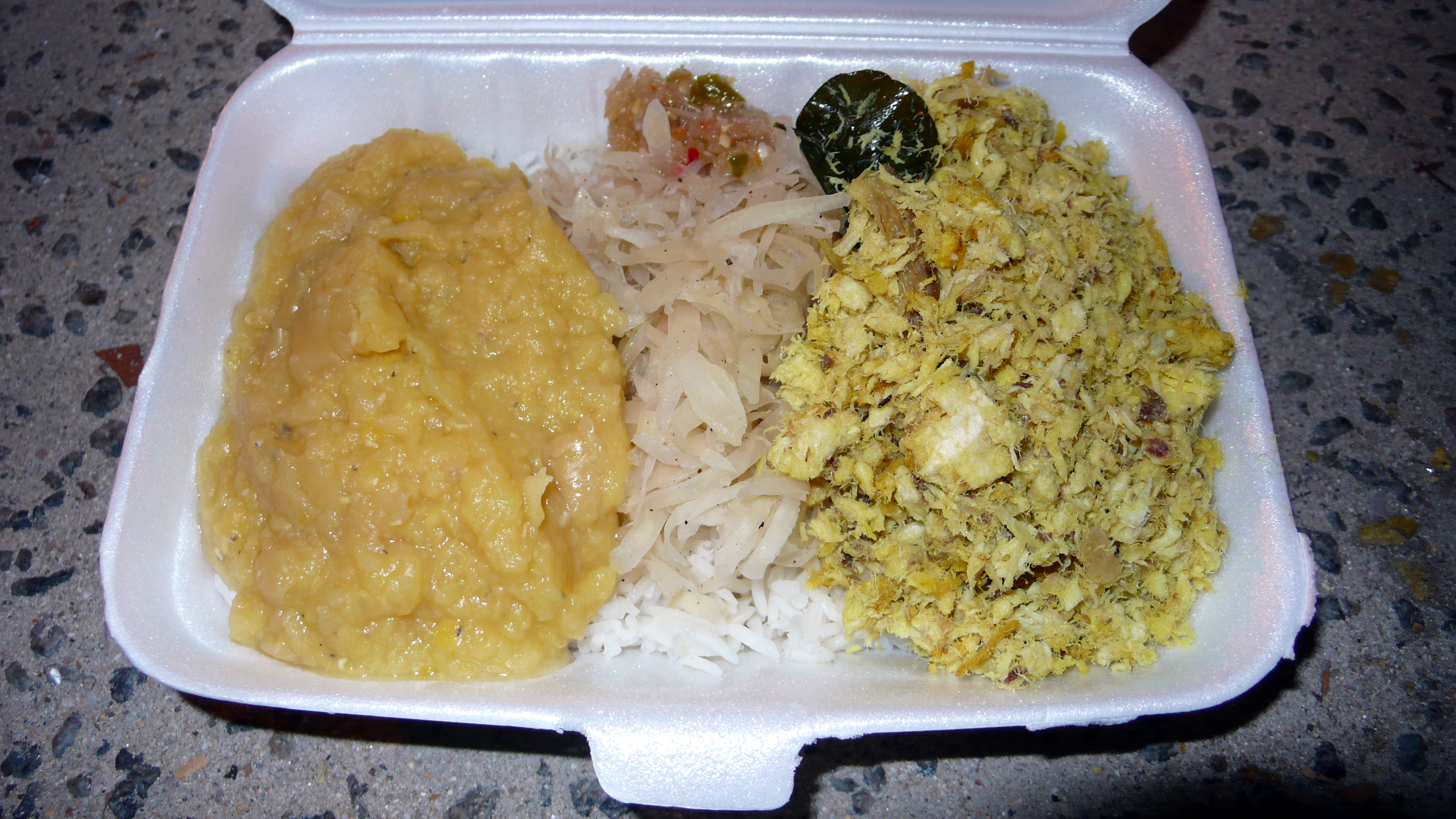
چاتنی کوسه (سمت راست)، با عدس و پاپایای سبز خرد شده با برنج در بازاری در ماهه، سیشل

آشپزی سیشلی، آشپزی جمهوری سیشل است که کشوری مجمع الجزایری متشکل از ۱۱۵ جزیره است. به دلیل قرار گرفتن در اقیانوس هند، ماهی نقش مهمی در غذاهای این کشور دارد. غذاهای سیشلی تحت تأثیر آشپزی‌های آفریقایی، بریتانیایی، فرانسوی، اسپانیایی، هندی و چینی قرار گرفته است.

استفاده از ادویه‌هایی مانند زنجبیل، علف لیمو، گشنیز و تمر هندی جزء مهمی از آشپزیی سیشلی هستند<ref name="Carpin">. ماهی و میوه‌های تازه توسط دست فروشان فروخته می‌شود.<ref name="Finding the Universe">